# Poiseul-la-Grange
Poiseul-la-Grange är en kommun i departementet Côte-d'Or i regionen Bourgogne-Franche-Comté i östra Frankrike. Kommunen ligger i kantonen Saint-Seine-l'Abbaye som tillhör arrondissementet Dijon. År 2022 hade Poiseul-la-Grange 68 invånare.

## Befolkningsutveckling
Antalet invånare i kommunen Poiseul-la-Grange
Referens:INSEE